# Petrophile scabriuscula
Petrophile scabriuscula är en tvåhjärtbladig växtart som beskrevs av Meissner. Petrophile scabriuscula ingår i släktet Petrophile och familjen Proteaceae. Inga underarter finns listade i Catalogue of Life.